# Cleistocactus palhuayensis
Cleistocactus palhuayensis ist eine Pflanzenart in der Gattung Cleistocactus aus der Familie der Kakteengewächse (Cactaceae). Das Artepitheton palhuayensis verweist auf das Vorkommen der Art im Tal des Río Palhuaya hin.

## Beschreibung
Cleistocactus palhuayensis wächst strauchig mit an der Basis verzweigten, grünen Trieben und erreicht bei Durchmessern von 1,5 bis 4 Zentimetern Wuchshöhen von 2 bis 3 Metern. Es sind 14 bis 19 etwas wellige Rippen vorhanden. Die darauf befindlichen Areolen stehen eng beieinander. Die etwa 10 nadeligen, aufrechten Mitteldornen sind gelblich weiß bis gelb und 0,5 bis 2 Zentimeter lang. Die etwa 20 etwas abstehenden, weißen Randdornen sind 5 bis 7 Millimeter lang.
Die geraden, röhrenförmigen Blüten sind grün bis grünlich weiß und 3 bis 3,5 Zentimeter lang. Die Früchte sind hellgrün.

## Verbreitung und Systematik
Cleistocactus palhuayensis ist im bolivianischen Departamento La Paz in der Provinz Muñecas im Tal des Río Palhuaya verbreitet.
Die Erstbeschreibung erfolgte 1980 durch Friedrich Ritter und Shahori.

## Nachweise